# 鸡足山 (云南省)
鸡足山（藏語：རི་བྱ་རྐང་ཅན，威利转写：ri bya rkang can，THL：Jakang Chen）位于云南省大理白族自治州，地跨宾川县、大理市和鹤庆县，为著名佛教圣地、摩诃迦叶道場 ，亦为佛教、道教、本地巫教等宗教；汉传佛教、藏传佛教、南传佛教等宗派的交汇地。該山原名青巅山、九曲山，因山峰形似鸡爪，漢地古人認為此處就是佛經中記載的“雞足山”，爲摩訶迦葉尊者持釋迦牟尼佛衣缽安住等待彌勒菩薩下生成佛處，據說尊者就入住於華首門旁的山石中。
鸡足山风景区是国家级“大理风景名胜区”的其中一个片区，2003年被评定为中国国家4A级旅游景区。

## 地理
鸡足山在云南省宾川县城西北方，又称九曲山、青巅山。鸡足山位于滇中高原西北部、横断山脉东南边缘，南北7.5公里，东西15公里，面积28.22平方公里。最高峰天柱峰，海拔3248米。

## 历史

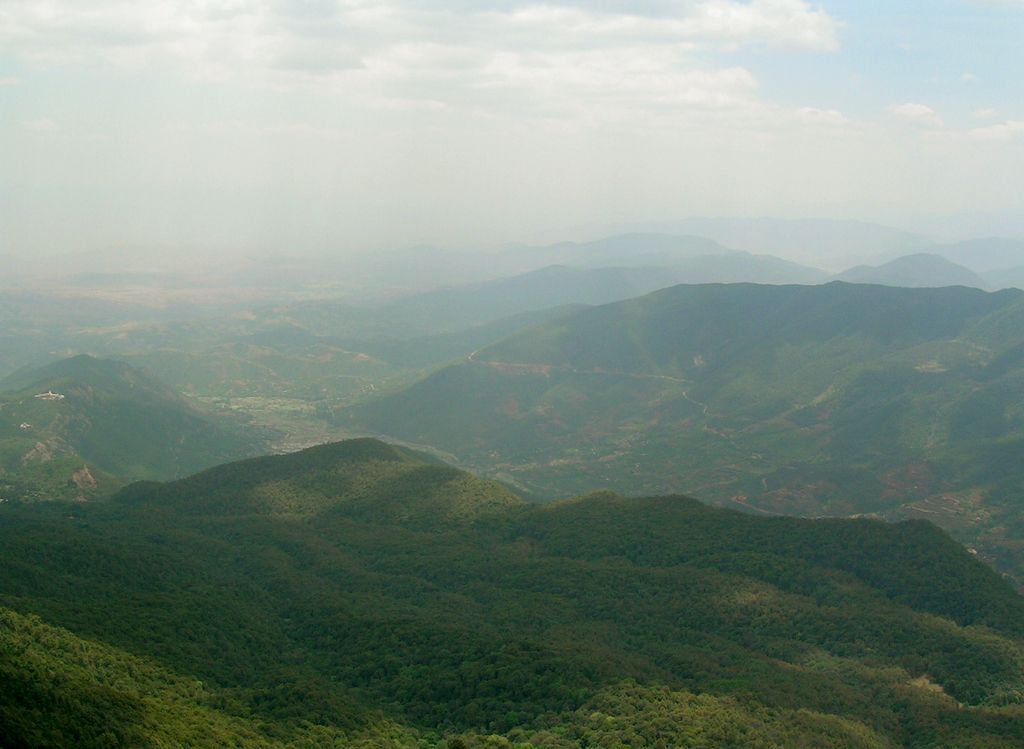
鸡足山

蜀汉时，鸡足山始建小庵，唐代扩建。玄奘大师在《大唐西域记》提到：“迦叶承佛旨住持正法，结集至尽廿年，将入定灭，乃往鸡足山。” 宋代僧人慈济在鸡足山出家修行，佛教随之在鸡足山开始兴起，到了元代，相继有僧人源空、普通、本源等先后到此结茅潜修。
明代先后有圆庆、净目、周理、无住、洪如、大错、担当等高僧在鸡足山出家修行，将鸡足山佛教推向极盛，其中嘉靖至万历年间，鸡足山有大小寺院数百座、住山僧尼上千人，成为中国汉传佛教、藏传佛教的交汇地。同时道教也进入鸡足山，在山中修建了一天门、二天门、三天门、玉皇阁、真武阁等道观。明代知名地理学家徐霞客曾两次登山揽胜，编纂《鸡足山志》，并写诗文赞誉鸡足山的“四观”、“八景”。清代鸡足山增修了祝圣寺、楞严塔等寺塔，高僧虚云、自性、洪舒、普行等都曾到此。
文化大革命时期（1966-1976年），鸡足山大部分寺院被破坏拆毁，百余座寺、庵在大火中消失，僧尼被逼下山。文革后修复重建了部分寺院，其他只剩遗址。截止2017年，《徐霞客游记》中所记录的拈花寺、传衣寺、八角庵、玉龙阁、中溪读书处、中溪书院等具有厚重的文化内涵遗址，只剩下断壁残垣。其中，悉檀寺是明代鸡足山最大的寺院，文革期间被毁，对此宾川县政协原副主席杨树荣回忆道：“我小时候曾在这里看到过完整的悉檀寺，十分宏伟壮观，当年徐霞客就住在这里写游记和鸡足山志，如今什么都没有了！”

## 人文景观

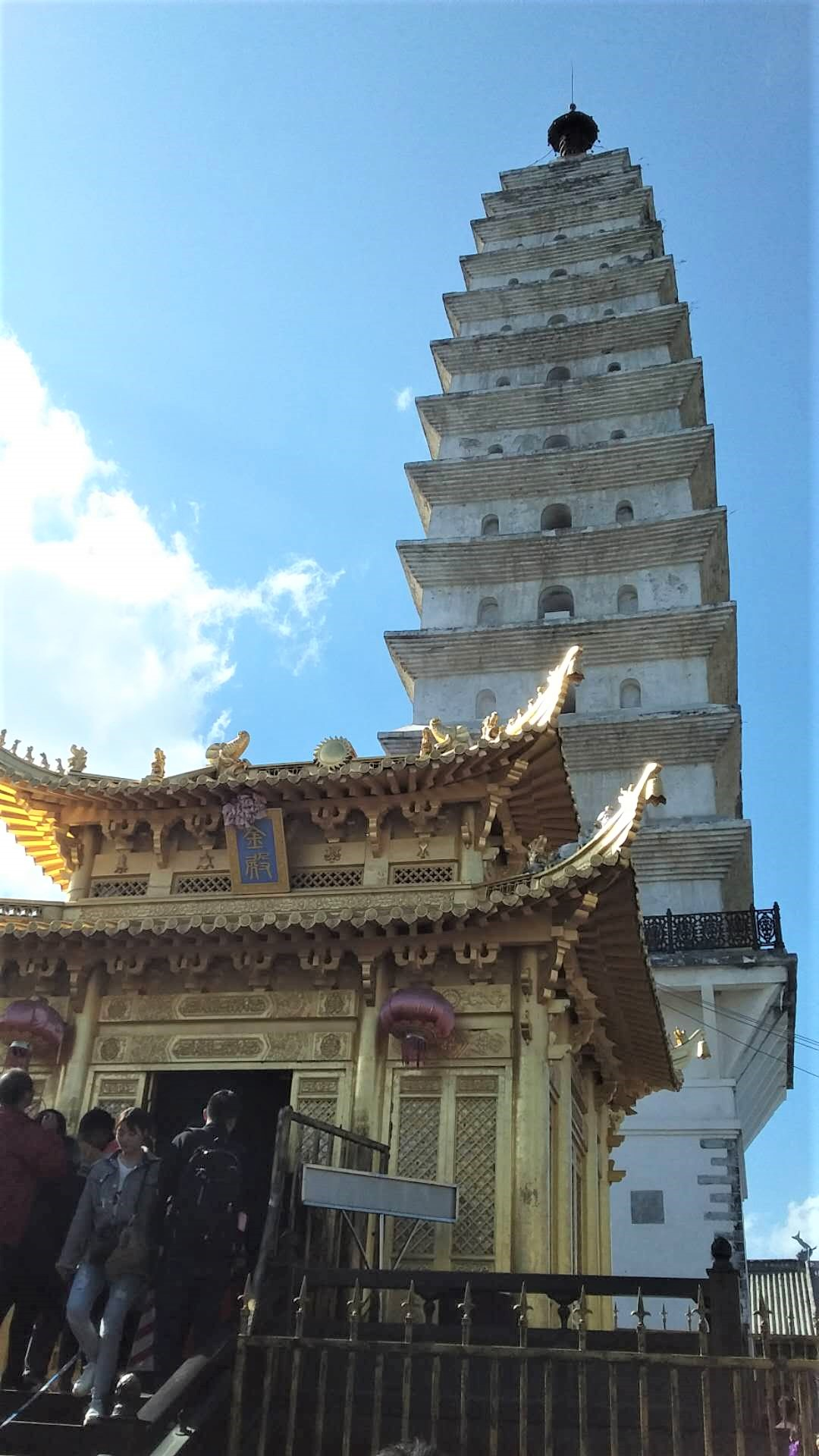
金顶寺的金殿和楞严塔

主要建筑有祝圣寺、金顶寺、铜瓦殿、九莲寺等。
- 祝圣寺，原名迎祥寺，位于钵盂峰下，处于全山中心，创建于清代。始建者为虚云和尚，光绪皇帝曾赐名为“护国祝圣禅寺”。主要建筑为寺内的大雄宝殿，寺内有五百罗汉等。[14][15]其他建筑有镇宝亭、月牙池、天王殿等。[7]
- 金顶寺，位于在天柱峰山顶。历代建有普光殿、放光塔、光明宝塔等建筑。1932年，在龙云主导下，在光明宝塔原址建楞严塔，于1934年建成。[16] 原有金殿，文革时期被毁，此后重建[9][17][18]。楞严塔样式为密檐式十二层方塔，高42米。[7]
- 迦叶殿，原名袈裟殿，嘉靖时僧圆庆建寺，万历间，僧洪诏建万佛塔于殿前。塔高8.6米，塔身铜质。[19]

## 延伸阅读
[在维基数据编辑]
 《欽定古今圖書集成·方輿彙編·山川典·雞足山部》，出自陈梦雷《古今圖書集成》